# Congrégation de la Sainte Famille de Nazareth
La congrégation de la Sainte Famille de Nazareth (en latin Congregatio Sacrae Familiae a Nazareth) est une congrégation cléricale de droit pontifical. 

## Historique
La congrégation est fondée par Jean Baptiste Piamarta (1841-1913). Ordonné prêtre en 1865, il s'intéresse au problème des jeunes quittant la campagne pour chercher du travail en ville, il décide de créer une œuvre pour fournir une éducation religieuse et une formation professionnelle à ces enfants.
En 1886, il ouvre à Brescia l'institut Artigianelli, qui accueille rapidement de nombreux jeunes  par la variété des formations (cours de typographie, couture, boulangerie, mécanique ...); avec l'aide d'un autre prêtre, Giovanni Bonsignori, il fonde une école d'agriculture et un collège agricole à Remedello (le futur Institut européen Bonsignori). 
Le travail, en 1900, est exécuté par une communauté de six prêtres, trois clercs et trois frères laïcs, pour garantir la continuité de son institut, Piamarta décide de transformer l'association en une nouvelle famille religieuse, la pieuse société de la Sainte Famille est approuvé le 9 mars 1900 par Mgr Corna Pellegrini (it), évêque de Brescia.
Dans un premier temps, les membres sont liés uniquement par des vœux individuels mais le 15 mai 1939, ils sont organisés comme institut religieux et reçoivent du pape Pie XII le decretum laudis le 10 janvier 1948. La première mission à l'étranger est ouverte au Brésil en 1957.

## Activités et diffusion
Les piamartins se dédient à l'éducation professionnelle des jeunes, au service des paroisses, aux centres de spiritualité et de vocation.
Ils sont présents en Italie, Brésil, Chili, Angola, Mozambique.
La maison généralice est à Brescia.
À la fin 2008, la congrégation comptait 23 maisons et 130 religieux, dont 93 prêtres.

## Source
- (it) Cet article est partiellement ou en totalité issu de l’article de Wikipédia en italien intitulé « Congregazione della Sacra Famiglia di Nazareth » (voir la liste des auteurs).